# Wolfram Höfling
Wolfram Höfling (* 31. Juli 1954) ist ein deutscher Rechtswissenschaftler und Staatsrechtslehrer.

## Werdegang
Höfling studierte ab 1973 Rechtswissenschaft, Politikwissenschaft und Ägyptologie an der Universität Bonn. Nach dem Magisterexamen 1978 bestand er 1981 sein erstes juristisches Staatsexamen. Von 1981 bis 1984 leistete er seinen juristischen Vorbereitungsdienst und legte 1984 das zweite juristische Staatsexamen ab. 1987 wurde er promoviert von der Universität zu Köln bei Karl Heinrich Friauf mit der Arbeit „Offene Grundrechtsinterpretation“. 1992 habilitierte er sich dort mit der Arbeit „Staatsschuldenrecht“ und bekam die venia legendi für die Fächer Staatsrecht, Verwaltungsrecht und Steuerrecht verliehen. 1992/93 war Höfling dann als Professor für Öffentliches Recht an der Universität Heidelberg tätig; von 1993 bis 1998 war er Inhaber des Lehrstuhls für Staats- und Verwaltungsrecht an der Universität Gießen. Von 1998 bis März 2022 war er Direktor des Instituts für Staatsrecht der Universität zu Köln und Inhaber des Lehrstuhls für Staats-, Verwaltungs- und Finanzrecht sowie Leiter der Forschungsstelle für das Recht im Gesundheitswesen. 2001 wurde er stellvertretender Vorsitzender der Deutschen Stiftung Patientenschutz und ist dort mittlerweile Mitglied des Stiftungsrats. Von 2010 bis 2011 war Höfling stellvertretender Vorsitzender der Vereinigung der Deutschen Staatsrechtslehrer.
Höfling ist Mitglied im Wissenschaftlichen Beirat des Instituts Mensch, Ethik und Wissenschaft.
Von April 2012 bis April 2020 war Höfling Mitglied des Deutschen Ethikrates.
Als solcher äußerte er sich in der Diskussion um die religiös motivierte Beschneidung von Minderjährigen in Deutschland.

## Veröffentlichungen (Auswahl)
- Offene Grundrechtsinterpretation. In: Schriften zum öffentlichen Recht. Band 524. Duncker und Humblot, Berlin 1987, ISBN 3-428-06341-4 (Dissertation).
- Staatsschuldenrecht – Rechtsgrundlagen und Rechtsmassstäbe für die Staatsschuldenpolitik in der Bundesrepublik Deutschland. Müller, Heidelberg 1993, ISBN 3-8114-0694-9 (Habilitationsschrift).
- Reprogenetik und Verfassungsrecht. In: Kölner Juristische Gesellschaft: Schriftenreihe der Kölner Juristischen Gesellschaft. Band 27. O. Schmidt, Köln 2001, ISBN 3-504-65012-5.
- Das sog. Wachkoma – Rechtliche, medizinische und ethische Aspekte. Lit, München 2005, ISBN 3-8258-8894-0.
- mit Anne Schäfer: Leben und Sterben in Richterhand? Mohr Siebeck, Tübingen 2006, ISBN 3-16-149140-8.
- Kommentar zum Transplantationsgesetz (TPG). 2. Auflage. Erich Schmidt, Berlin 2013, ISBN 978-3-503-12927-0.
- Fälle zu den Grundrechten. 2. Auflage. Beck, München 2014, ISBN 978-3-406-65409-1.
- mit Stephan Rixen: Fälle zum Staatsorganisationsrecht. 6. Auflage. Beck, München 2019, ISBN 978-3-406-72445-9.